# 三人姉妹 (タリン)
三人姉妹（さんにんしまい、エストニア語: Kolm Õde, 英: The Three Sisters, 独: Drei Schwestern, 露: Три сестры）は、エストニア・ハリュ県のタリンにある3軒の一連の建築物の総称である。三姉妹とも表記される。

## 概要
旧市街を南北に伸びるピック通り (et:Pikk tänav) の71番地に立地しており、通りの北端付近に当たる。名称は、建物のファサードが女性的な佇まいを呈していることに由来する。三人姉妹を含むタリン旧市街は、「タリン歴史地区」としてユネスコによって世界遺産に登録されている。
この建築物群は、最も古い記録によると、1362年に建造された。当時は、商人の家として用いられていた。1856年から1857年にかけて、ファサードをゴシック・リバイバル様式に造り替えたり、天井を低くしたりするなど、大規模な再建工事が行われた。1940年、建物が国有化される。その後、ソビエト観光局が建物を使用している。1990年代には、オリジナルの建築デザインが復元された。1997年には、歴史的建造物として登録されている。登録番号は 3054 である。
2002年より改修工事が行われ、2003年に、5つ星ホテル、スリーシスターズホテルとして開業された。ホテルには、計 23 の部屋がある。長い年月にわたって隠れていた天井フレスコ画が発見され、復元された。建物の上部には、荷物を吊り上げて屋根裏の倉庫に入れるために用いられる木製のクレーンが設備されている。ホテルは、国際的な会員組織であるルレ・エ・シャトーに加盟している。

## 周辺

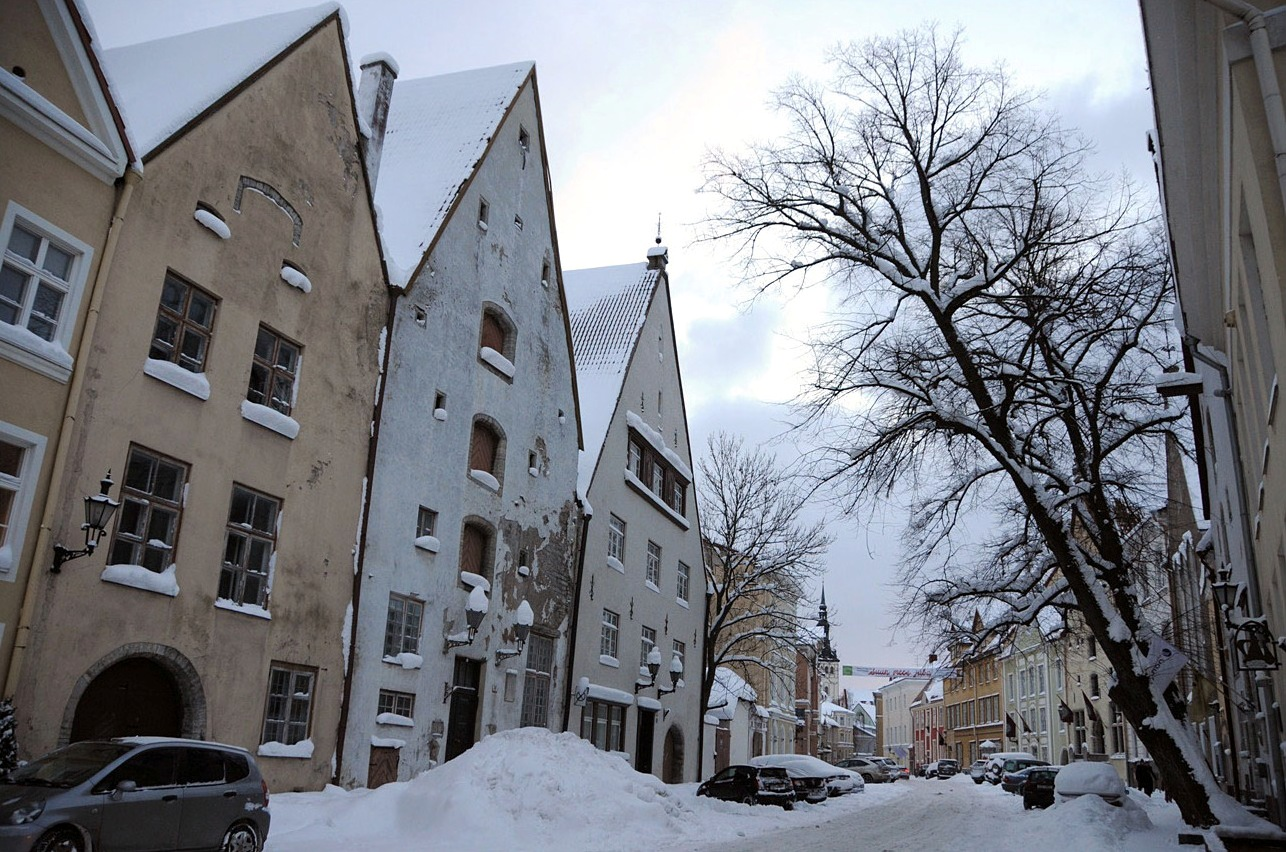
三人兄弟

建物の南側にある Tolli tänav という通りと交差しているライ通り (et:Lai tänav (Tallinn)) には、厳格な雰囲気をもつことから三人兄弟 (Kolm Venda) と呼ばれる建築物群がある。

北へおよそ 50 メートルほど行ったところには、太っちょマルガレータと呼ばれる砲塔やスール・ランナ門 (et:Suur Rannavärav) がある。南へおよそ 80 メートルほど行ったところには、聖オレフ教会 (en:St. Olaf's Church, Tallinn) がある。